# Sportfreunde Halle
Der Hallesche FV Sportfreunde war ein deutscher Sportverein aus Halle (Saale), der von 1903 bis 1945 existierte. Heimstätte des Clubs war das Stadion Böllberger Weg. Die Sportfreunde waren bis 1945 neben dem FC Wacker Halle und dem Halleschen Fußballclub von 1896 einer der führenden Vereine im Mitteldeutschen Fußball.

## Verein
Der Verein wurde am 2. September 1903 unter dem Namen Hallescher Fußballclub Britannia gegründet, vollzog aber ab 1914 eine Umbenennung in Sportfreunde Halle. Der Club agierte in der Meisterschaft des Verbandes Mitteldeutscher Ballspiel-Vereine, in welcher die Sportfreunde zweimal die Endrunde erreichten (jeweils im Halbfinale bzw. Zwischenrunde am Dresdner SC sowie dem SC 06 Oberlind gescheitert). Im Mitteldeutschen Pokal unterlagen die Hallenser jeweils im Viertelfinale dem Dresdner SC sowie den Sportfreunden Leipzig.
Mit der 1933 erfolgten Einführung der Gauligen konnten sich die Sportfreunde Halle ab der Saison 1934/35 für die Gauliga Mitte qualifizieren. Die Gauliga hielten die Sportfreunde mit kurzzeitigen Unterbrechungen bis 1945, wobei der Spielbetrieb vorzeitig eingestellt wurde. Im Tschammerpokal erfolgte gegen den FC Schalke 04 sowie Minerva 93 Berlin bereits in der ersten Hauptrunde das Aus.
1945 wurde der Club aufgelöst, eine Neugründung fand nicht statt.

## Statistik
- Teilnahme Mitteldeutsche Meisterschaft: 1925/26, 1926/27
- Teilnahme Gauliga Mitte: 1934/35 bis 1937/38, 1939/40, 1942/43 bis 1944/45
- Teilnahme Tschammerpokal: 1940, 1942